# التاريخ العسكري لأستراليا خلال الحرب في أفغانستان

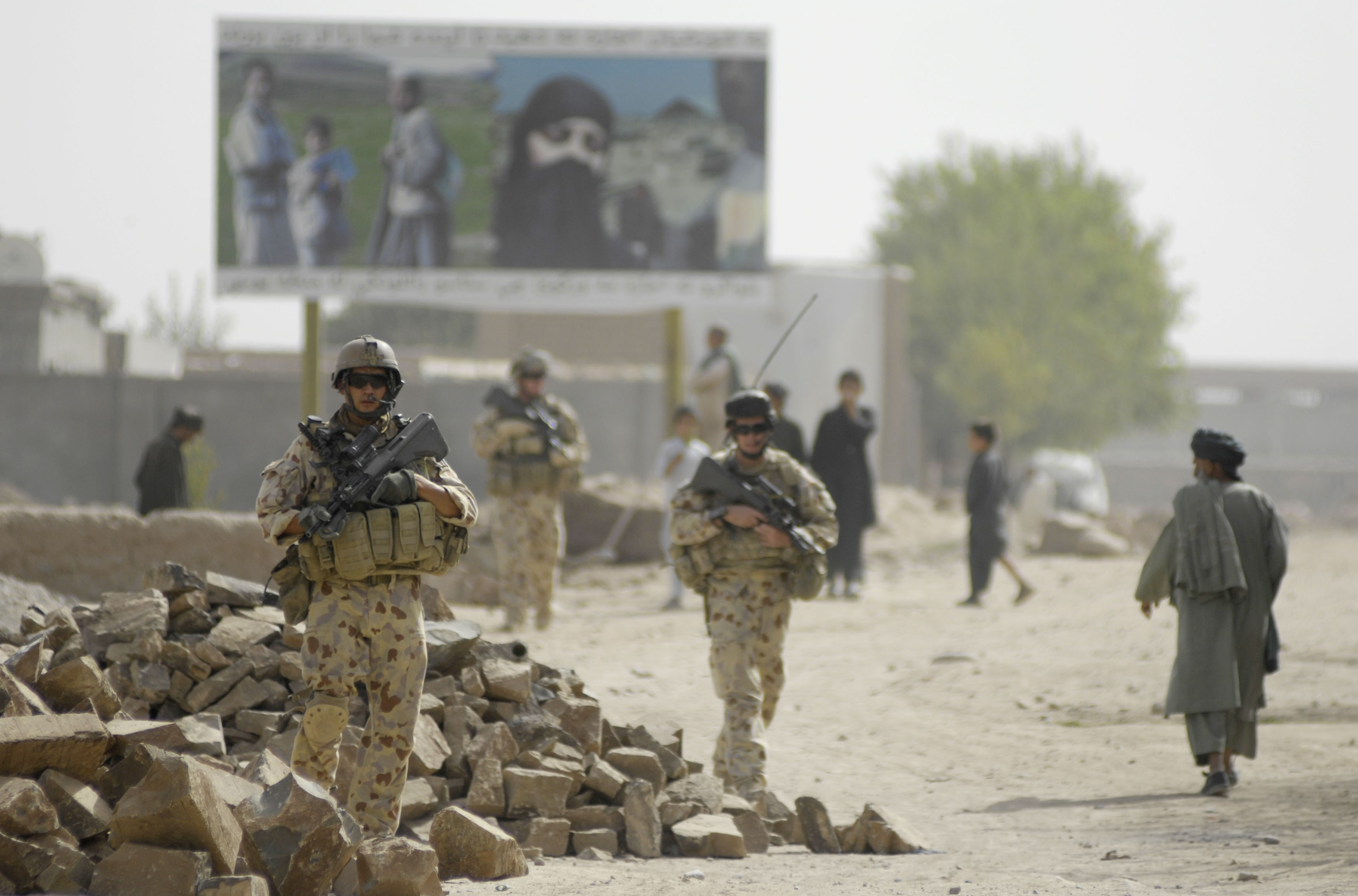
القوات الأسترالية الغاشمة المحتلة تتجول بوسط كابل

عُرفت المشاركة الأسترالية في الحرب في أفغانستان باسم عملية النعال (2001-2014) وعملية الطريق السريع (منذ عام 2015).
تباينت عمليات قوات الدفاع الأسترالية (إيه دي إف) وحجم القوات المنتشرة، وشملت مشاركة قوات الدفاع الملكية الأسترالية في منطقتي نشاط رئيسيتين: أفغانستان والخليج العربي. وقد شهدت هذه الأنشطة نشر القوات البحرية، والجوية، والبرية التي شاركت في عمليات الدعم القتالي والعمليات القتالية بصفتها جزء من القوة المساعدة الدولية لإرساء الأمن في أفغانستان(إيساف).
في منتصف عام 2014، أعيد تسمية عمليات الدعم البحري واللوجستي في الخليج العربي باسم عملية مانتيو وعملية الأكورديون على التوالي.

## عملية النعال
بدأت عملية النعال في أواخر عام 2001 وانتهت في 31 ديسمبر عام 2014.

### المرحلة الأولى
خلال المرحلة الأولى من عملية النعال، تألفت قوات الدفاع الأسترالية (إيه دي إف) الملتزمة بأفغانستان من مجموعة مهام القوات الخاصة وطائرتين من طراز بوينغ 707 للتزود بالوقود جوًا من القوات الجوية الملكية الأسترالية (آر إيه إيه إف) من السرب رقم 33. تعمل هذه الطائرات وأفراد الدعم المرتبطين بها من قاعدة ماناص الجوية في قيرغيزستان وقدمت الدعم لطائرات التحالف العاملة في المجال الجوي الأفغاني. حلقت طائرتان من القوات الجوية الملكية الأسترالية من طراز إيه بّي-3 سي أوريون في مهام للقيام بدوريات بحرية لدعم عمليات الاعتراض البحري في الخليج العربي. أُعيد تكليف هذه الطائرات مؤقتًا في عمليات فالكونر وكاتاليست في عام 2003.
كما شاركت طائرات نقل من القوات الجوية الملكية الأسترالية من طراز سي-130 هيركوليز في تقديم الدعم اللوجستي للقوات المنتشرة. شاركت القوات الخاصة في إنشاء أول قاعدة عمليات متقدمة للتحالف بقيادة الولايات المتحدة (كامب رينو) جنوب غرب قندهار في نوفمبر عام 2001، تلاها الاستيلاء على مطار قندهار الدولي في ديسمبر عام 2001. وانتهى الالتزام الأولي لقوات الدفاع الأسترالية في أفغانستان في ديسمبر عام 2002 عندما انسحبت مجموعة مهام الخدمات الجوية الخاصة. بعد هذا التاريخ وحتى عام 2005، كانت المساهمة الأسترالية الإجمالية في أفغانستان عبارة عن ضابطان تابعان للأمم المتحدة وقوات التحالف لإزالة الألغام البرية.
نشرت الأسراب الثلاثة من فوج الخدمات الجوية الأسترالية الخاص (إس إيه إس آر) جميعها في أفغانستان في عامي 2001 و 2002. وكانت تواريخ عمليات النشر هذه:
- مجموعة سرب الطائرات 1، إس إيه إس آر (منذ أكتوبر 2001 حتى أبريل 2002).
- مجموعة سرب الطائرات 2، إس إيه إس آر (منذ أبريل 2002 حتى أغسطس 2002).
- مجموعة سرب الطائرات 3، إس إيه إس آر (منذ أغسطس 2002 حتى نوفمبر 2002).

### المرحلة الثانية
أعيد نشر مجموعة مهام القوات الخاصة الأسترالية في أفغانستان في أغسطس أو سبتمبر عام 2005. وتألفت مجموعة المهام هذه من عناصر من إس إيه إس آر، والكتيبة الرابعة، والفوج الملكي الأسترالي (الكوماندو)، وفوج الاستجابة للحوادث، وموظفي الدعم اللوجستي. جُهزت مجموعة مهام القوات الخاصة بالإضافة إلى سيارات لاند روفر المعدلة بشكل كبير، ببعض مركبات نقل المشاة من نوع بوشماستر أيضًا. نشرت كتيبة مكونة من طائرتي هليكوبتر من طراز بوينغ سي إتش-47 شينوك من فوج الطيران الخامس في أفغانستان في مارس عام 2006 لدعم مجموعة مهام القوات الخاصة. سحبت مجموعة مهام القوات الخاصة الأسترالية من أفغانستان في سبتمبر عام 2006 وعادت كتيبة المروحيات إلى أستراليا في أبريل عام 2007.

### المرحلة الثالثة
بدأت فرقة إعادة الإعمار المتمركزة حول فوج المهندسين العسكريين الأول مع عناصر الحماية من الكتيبة القتالية الخامسة / السابعة، من الفوج الملكي الأسترالي، والكتيبة القتالية السادسة، من الفوج الملكي الأسترالي، وفوج سلاح الفرسان الثاني في الوصول إلى ولاية أروزكان في جنوب أفغانستان في أوائل سبتمبر عام 2006. شكلت فرقة عمل إعادة الإعمار الأسترالية جزءًا من فريق إعادة إعمار الولايات الذي قادته هولندا، وعملت كجزء من فرقة عمل أروزكان التي قادتها هولندا والتي كان مقرها في قاعدة ريبلي للعمليات الأمامية، خارج ترين كوت.
نشرت مجموعة مهام العمليات الخاصة المكونة من 300 فرد أقوياء لدعم فرقة إعادة الإعمار في أبريل عام 2007، وتضمنت مجموعة سرية كوماندو، وعناصر من الإس إيه إس آر، وفريق دعم خدمي قتالي متكامل. بالإضافة إلى أطقم الرادار، وضباط الخدمات اللوجستية والاستخبارات، وعناصر الأمن، وبذلك يزداد عدد الأفراد الأستراليين المتواجدين في أفغانستان ليبلغ 950 فردًا بحلول منتصف عام 2007، مع زيادات طفيفة أخرى وصلت حتى 1000 فرد في منتصف عام 2008، و 1100 في أوائل عام 2009، و 1550 في منتصف عام 2009. حصل هذا الازدياد بالعدد على الرغم من استطلاعات الرأي التي تشير إلى أن الدعم العام لعملية الانتشار آخذ في التراجع، وأظهر استطلاع للرأي صدر في سبتمبر عام 2008 أن غالبية الذين شملهم الاستطلاع عارضوا استمرار مشاركة أستراليا العسكرية في البلاد.
في أوائل عام 2009، دمجت عدد من فرق التوجيه والاتصال العملي (أو إم إل تي إس) ضمن الكتائب القتالية للجيش الوطني الأفغاني التي تخدم في اللواء الرابع (إيه إن إيه)، ولواء البطل 205، في أروزكان كجزء من المهمة الأسترالية لتوجيه وشراكة الجيش الوطني الأفغاني داخل الولاية. وبالتالي، تغيير اسم آر تي إف إلى فريق عمل التوجيه وإعادة الإعمار. في 16 يناير عام 2009، حصل العسكري مارك دونالدسون، وهو عضو في الإس إيه إس آر، على أعلى وسام للشجاعة في أستراليا، وهو صليب فيكتوريا من أجل أستراليا. حصل دونالدسون على الوسام بسبب تعريض نفسه لنيران العدو من أجل حماية جنود أستراليين مصابين ولإنقاذه مترجمًا أفغانيًا تحت زخ نيران العدو الشديدة في أحد المواجهات في 2 سبتمبر عام 2008.
بقيت القوات الأسترالية متواضعة الحجم في أفغانستان خلال هذه الفترة وشاركت في عمليات مكافحة التمرد في ولاية أروزكان بالاشتراك مع القوات الهولندية، والأمريكية، وقوات التحالف الأخرى. أعيدت تسمية إم آر تي إف مرة أخرى إلى فرقة عمل التوجيه في أوائل عام 2010. واستندت على مجموعة قتالية ذات أسلحة مشتركة بحجم كتيبة حربية، وتألفت من عناصر من مشاة الآلية وسلاح الفرسان المدعومين من قبل المهندسين، بالإضافة إلى عناصر التحالف التمكينية بما في ذلك أصول المدفعية والطيران. كما كان مقر مجموعة روتاري وينغ التي تطير منها طائرات بوينغ سي إتش-47 شينوك، وأصول القوة اللوجستية، ووحدة رادار القوات الجوية الملكية الأسترالية للمراقبة الجوية في قندهار. كما تمركز 800 موظف لوجستي أسترالي آخرون خارج أفغانستان، في مواقع في الشرق الأوسط. وفي غضون ذلك، واصلت كتائب الدوريات البحرية وطائرات النقل دعم العمليات في العراق وأفغانستان، انطلاقا من قاعدة المنهاد الجوية في الإمارات العربية المتحدة.